# Комеді Франсез
Комеді́-Франсе́з, відомий також як Театр-Франсе, або Французький Театр (фр. Comédie-Française, Théâtre-Français) — єдиний у Франції репертуарний театр, трупу якого фінансує уряд. Розміщений у центрі Парижа, в 1-му адміністративному окрузі міста, у палаці Пале-Рояль. Має статус національного.

## Історія
Заснований у 1680 декретом короля Людовика XIV. У вересні 1793 року театр був закритий декретом революційного Комітету суспільного порятунку, а актори кинуті у в'язницю. 1799 року театр відновив роботу у приміщенні Зали Рішельє (salle Richelieu), збудованої за проєктом Віктора Луї. Пізніше, 1800 року будівля була розширена, а в 1900 після руйнівної пожежі перебудована. Театр має також неофіційну назву «Будинок Мольєра», хоча насправді Мольєр помер за 7 років до заснування «Комеді Франсез».
Впродовж усього ΧVII ст.головним театром Франції був «Комеді-Франсез» (Театр Французької Комедії). Він був заснований королівським наказом від 18 серпня 1680 і відкрився за тиждень після того.
Виникненню «Комеді-Франсез» передувала довготривала низка подій. У 1673 помер Мольєр. Трупа Мольєра на деякий час зуміла зберегти своє існування, але в 1673 р. вона об'єдналася з трупою театру Маре, переїхала в нове приміщення в готелі Генего. Справжнього успіху досягти цьому театру не вдалось. Справи Бургундського готелю, після того, як пішов Расін, теж були недобрі. Конкуренція між двома театрами ще більше погіршувала становище. В 1680 р. з ініціативи Бургундського готелю театри об'єдналися.
«Комеді-Франсез» був організований як монопольний королівський театр, що отримував значну державну дотацію. Зі складу двох труп було відібрано двадцять сім найкращих акторів (п'ятнадцять чоловіків і дванадцять жінок), іншим запропонували поїхати до провінції. Ці двадцять сім людей стали сосьєтерами театру, його акціонерами, що ділили між собою всі доходи, щоправда, не порівну: паїв було спочатку двадцять один, потім двадцять три, і деякі актори мали по половині, а в результаті, коли кількість сосьєтерів збільшилась, то і по чверті паю. Крім сосьєтерів, у театрі з'явились потім і пенсіонери — актори на платню. Сосьєтери формально здійснювали керівництво театром, але повноправними господарями вони не були. Від імені королівського двору театром почергово керували чотири камер-юнкери, кожен по місяцю, і кожне рішення сосьєтерів повинно було отримати їхню санкцію. Іноді камер-юнкери дуже грубо втручались у життя театру, а почерговість камер-юнкерів, кожен з яких міг скасувати розпорядження попереднього, створювала в театрі нервовий стан.
Та все ж цей театр, в якому збирались і куди завжди прагнули потрапити найкращі актори Франції, був головним театром країни. Такий статус він зберігав упродовж ста чотирнадцяти років — доки не був закритий якобінцями. У 1799 році театр «Комеді-Франсез» було відновлено. Він існує досі.